# Aria (álbum de Asia)
Aria es el quinto álbum de estudio de la banda británica de rock progresivo Asia y fue publicado en el mes de mayo de 1994. Este álbum es el segundo después de la reestructuración de la banda en 1992.
En 1998, se publicó una versión reeditada de Aria, en la cual se incluye además de las once canciones de la versión original el tema «Reality».

## Lista de canciones

### Edición original
| Side one |                                |                           |          |  |
| N.º      | Título                         | Escritor(es)              | Duración |  |
| 1.       | «Anytime»                      | Geoff Downes / John Payne | 4:57     |  |
| 2.       | «Are You Big Now?»             | Downes / Payne            | 4:07     |  |
| 3.       | «Desire»                       | Downes / Payne / Andy Nye | 5:20     |  |
| 4.       | «Summer»                       | Downes / Payne            | 4:06     |  |
| 5.       | «Sad Situation»                | Downes / Payne            | 3:59     |  |
| 6.       | «Don't Cut the Wire (Brother)» | Downes / Payne            | 5:19     |  |
| 7.       | «Feels Like Love»              | Downes / Payne            | 4:49     |  |
| 8.       | «Remembrance Day»              | Downes / Payne            | 4:18     |  |
| 9.       | «Enough's Enough»              | Downes / Payne            | 4:37     |  |
| 10.      | «Military Man»                 | Downes / Payne            | 4:10     |  |
| 11.      | «Aria»                         | Downes / Payne / Nye      | 5:37     |  |

### Reedición de 1998
| Side one |           |                |          |  |
| N.º      | Título    | Escritor(es)   | Duración |  |
| 12.      | «Reality» | Downes / Payne | 4:29     |  |

## Formación
- John Payne — voz principal y bajo
- Geoff Downes — teclado y coros
- Al Pitrelli — guitarra
- Mike Sturgis — batería